# L'Arnaque 2
Pour les articles homonymes, voir L'Arnaque (homonymie).
Série
L'Arnaque
(1973)
Pour plus de détails, voir Fiche technique et Distribution.
L'Arnaque 2 (The Sting II) est un film américain de Jeremy Kagan sorti en 1983. C'est la suite de L'Arnaque de George Roy Hill sorti en 1973, bien qu'aucun des acteurs principaux n'aient repris leurs rôles. Cette suite est nettement moins connue et a reçu un beaucoup moins bon accueil tant du public que de la critique.

## Synopsis
Les deux escrocs Fargo Gondorff et Jake Hooker, reprennent du service et tentent  de piéger un pigeon nommé Gus Macalinski.

## Fiche technique
- Décors : Edward C. Carfagno
- Costumes : Burton Miller
- Photographie : Bill Butler
- Montage : David Garfield
- Musique : Lalo Schifrin
- Production : Jennings Lang
- Société de distribution : Universal Pictures
- Langue : anglais, français
- Affiche : Bill Gold (États-Unis)

## Distribution
- Jackie Gleason : Fargo Gondorff
- Mac Davis : Jake Hooker
- Teri Garr : Veronica
- Karl Malden : Gus Macalinski
- Oliver Reed : Doyle Lonnegan
- Larry Bishop : Gellecher, l'un des gardes de Lonnegan
- Ron Rifkin : Eddie
- Harry James : Le leader du groupe de jazz
- Paul Willson : L'homme dans la file d'attente
- Hank Garrett : Le chauffeur de taxi
- Larry Hankin : Handicapé
- Michael Alldredge : Big Ohio
- Carl Gottlieb : Maître d'hôtel
- Cassandra Peterson : Une des filles d'O'Malley's
- Max Wright : Directeur
- Val Avery : O'Malley
- Woodrow Parfrey : Georgie
- Benny Baker : Pyke

Acteurs non crédités :
- William Prince : Tuxedo
- Felix Silla : Un homme parlant de pari

## Autour du film
- Jackie Gleason, Mac Davis et Oliver Reed reprennent les rôles respectivement tenus par Paul Newman, Robert Redford et Robert Shaw dans L'Arnaque.
- Pour ce film, le compositeur Lalo Schifrin a été nommé dans la catégorie Meilleure adaptation musicale aux Oscars 1984[1].